# پوروژنیتسا
پوروژنیتسا (به صربی: Poružnica) یک منطقهٔ مسکونی در صربستان است که در سوکوبانگا واقع شده‌است. پوروژنیتسا ۳۵۴ نفر جمعیت دارد.